# Телевижън
Телевижън (Television) са американска рок група. Сформирана е от Том Върлайн и Ричард Хел в Ню Йорк през 1973. Смята се за една от най-важните групи за развитието на пънк музиката и алтернативната сцена. Бандата е важна част от нюйоркската рок сцена от 70-те години на миналия век. За разлика от техните пънк съвременници, Television свири „чист“ и технически изкусен стил, черпейки вдъхновение от авангардния джаз и рок музиката от 60-те. Силно влияние върху музиката им има Велвет Ъндърграунд. Дебютният албум на групата, Marquee Moon (1977), е определян за един от най-важните пънк албуми, дефиниращи жанра.

## Дискография

### Студийни албуми
- Marquee Moon (1977) #23 в Швеция, #28 в Обединеното кралство
- Adventure (1978) #7 в Обединеното кралство
- Television (1992)

### Албуми на живо
- The Blow-Up (1982)
- Live at the Academy, 1992 (2003)
- Live at the Old Waldorf (2003)

### Компилационни албуми
- The Best of Television & Tom Verlaine (1998)